# Liste der Unterpräfekturen der Stadt São Paulo

Verwaltungsgliederung von São Paulo

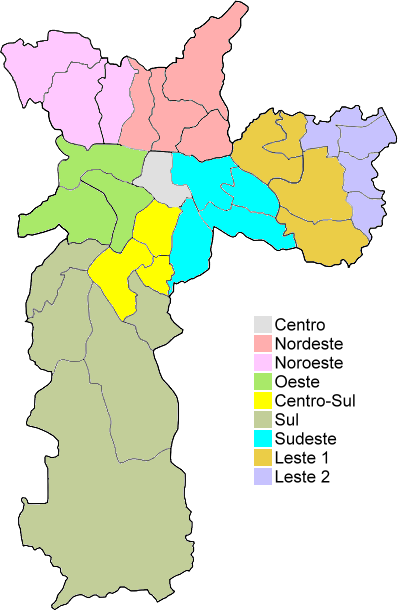
Verwaltungszonen von São Paulo

Dies ist eine Liste der Unterpräfekturen der Stadt São Paulo.
São Paulo gliedert sich nach Himmelsrichtungen in neun Verwaltungszonen (zonas): Nordost, Nordwest, West, Zentrum-Süd, Zentrum (historisches und erweitertes Zentrum), Südosten, Süd, Ost 01 und Ost 02. Die Stadt, exekutiv durch einen Stadtpräfekten geleitet, teilt sich seit 2013 in 32 Unterpräfekturen, den subprefeituras. Diese sind in weitere 96 Stadtteile gegliedert, den Distrikten (distritos).
Innerstädtische Verwaltungsbehörde ist das Secretaria Municipal das Subprefeituras (SMSUB), früher Secretaria Municipal de Coordenação das Subprefeituras. Die einzelnen Präfekturen sind einem ernannten Unterpräfekten unterstellt, dem Koordinatoren für einzelne Sachbereiche zur Seite stehen.
Die in der Tabelle angegebenen Zahlen basieren auf den Angaben dieses Sekretariats, die die Volkszählungen von 2000 und 2010 des Instituto Brasileiro de Geografia e Estatística (IBGE) wiedergeben.

## Tabelle der Unterpräfekturen
| Nr. | Name                | Einwohner 2000 | Einwohner 2010 | Fläche in km² | Dichte je km² | Verwaltungszone (zona) |
| --- | ------------------- | -------------- | -------------- | ------------- | ------------- | ---------------------- |
| 001 | Aricanduva          | 267.018        | 267.702 ▲      | 21,5          | 12.451        | Zona Sudeste           |
| 002 | Butantã             | 377.576        | 428.217 ▲      | 56,1          | 7.633         | Zona Oeste             |
| 003 | Campo Limpo         | 504.885        | 607.105 ▲      | 36,7          | 16.542        | Zona Sul               |
| 004 | Capela do Socorro   | 562.179        | 594.930 ▲      | 134,2         | 4.433         | Zona Sul               |
| 005 | Casa Verde          | 313.344        | 309.376 ▼      | 26,7          | 11.587        | Zona Nordeste          |
| 006 | Cidade Ademar       | 370.286        | 410.998 ▲      | 30,7          | 13.388        | Zona Sul               |
| 007 | Cidade Tiradentes   | 189.500        | 211.501 ▲      | 15,0          | 14.100        | Zona Leste 2           |
| 008 | Ermelino Matarazzo  | 204.920        | 207.509 ▲      | 15,1          | 13.742        | Zona Leste 1           |
| 009 | Freguesia do Ó      | 391.924        | 407.245 ▲      | 31,5          | 12.928        | Zona Noroeste          |
| 010 | Guaianases          | 255.707        | 268.508 ▲      | 17,8          | 15.085        | Zona Leste 2           |
| 011 | Ipiranga            | 429.247        | 463.804 ▲      | 37,5          | 12.368        | Zona Sudeste           |
| 012 | Itaim Paulista      | 358.542        | 373.127 ▲      | 21,7          | 17.195        | Zona Leste 2           |
| 013 | Itaquera            | 489.011        | 523.848 ▲      | 54,3          | 9.647         | Zona Leste 1           |
| 014 | Jabaquara           | 214.137        | 223.780 ▲      | 14,1          | 15.871        | Zona Centro-Sul        |
| 015 | Jaçanã Tremembé     | 255.207        | 291.867 ▲      | 61,1          | 4.553         | Zona Nordeste          |
| 016 | Lapa                | 270.924        | 305.526 ▲      | 40,1          | 7.619         | Zona Oeste             |
| 017 | M’Boi Mirim         | 483.983        | 563.305 ▲      | 62,1          | 9.071         | Zona Sul               |
| 018 | Mooca               | 308.596        | 343.980 ▲      | 35,2          | 9.772         | Zona Sudeste           |
| 019 | Parelheiros         | 110.654        | 139.441 ▲      | 353,5         | 394           | Zona Sul               |
| 020 | Penha               | 475.936        | 474.659 ▼      | 42,8          | 11.090        | Zona Leste 1           |
| 021 | Perus               | 108.465        | 146.046 ▲      | 57,2          | 2.553         | Zona Noroeste          |
| 022 | Pinheiros           | 273.175        | 289.743 ▲      | 31,7          | 9.140         | Zona Oeste             |
| 023 | Pirituba            | 389.787        | 437.592 ▲      | 54,7          | 8.000         | Zona Noroeste          |
| 024 | Santana             | 327.424        | 324.815 ▼      | 34,7          | 9.361         | Zona Nordeste          |
| 025 | Santo Amaro         | 218.727        | 238.025 ▲      | 37,5          | 6.347         | Zona Centro-Sul        |
| 026 | São Mateus          | 380.873        | 426.764 ▲      | 45,8          | 9.319         | Zona Leste 1           |
| 027 | São Miguel Paulista | 377.909        | 369.496 ▼      | 24,3          | 15.206        | Zona Leste 2           |
| 028 | Sapobemba           | -              | 284.524        | 13,5          | 21.076        | Zona Sudeste           |
| 029 | Sé                  | 374.680        | 431.106 ▲      | 26,2          | 16.454        | Zona Centro            |
| 030 | Vila Maria          | 304.759        | 297.713 ▼      | 26,4          | 11.277        | Zona Nordeste          |
| 031 | Vila Mariana        | 313.305        | 344.632 ▲      | 26,5          | 13.005        | Zona Centro-Sul        |
| 032 | Vila Prudente       | 523.750        | 531.113 ▲      | 33,3          | 15.949        | Zona Sudeste           |

## Quelle
- São Paulo, Secretaria Municipal de Coordenação das Subprefeituras: Dados Demográficos dos Distritos pertencentes as Subprefeituras. Abgerufen am 12. Januar 2014 (brasilianisches Portugiesisch).